# Mickey Levy
Michael (Mickey) Levy (Hebreeuws: מיכאל (מיקי) לוי) (Jeruzalem, 21 juni 1951) is een Israëlisch oud-politiefunctionaris en politicus namens Yesh Atid ('Er is een Toekomst'). Van 13 juni 2021 tot 13 december 2022 was hij voorzitter van de Knesset, het parlement van Israël.
Levy behaalde een bachelor in de politieke wetenschappen aan de Universiteit van Haifa. Als militair in het Israëlische leger bereikte hij de rang van majoor.
In 2000 stond hij aan het hoofd van de Israëlische politie van het district Judea en Samaria en van 2000 tot 2004 van het district Jeruzalem. Vervolgens was hij van 2004 tot 2007 als politieattaché gestationeerd in Washington D.C.
Tijdens de parlementsverkiezingen van 2013 werd hij verkozen in de 19e Knesset. Hij maakte als staatssecretaris voor financiële zaken van maart 2013 tot december 2014 deel uit van het kabinet-Netanyahu III maar stapte op nadat politiek leider Yair Lapid uit het kabinet was gezet.